# Tetracme
Tetracme es un género de plantas fanerógamas de la familia Brassicaceae. Comprende 12 especies descritas y de estas, solo 8 aceptadas.

## Taxonomía
El género fue descrito por Alexander von Bunge y publicado en Delectus Seminum Horti Botanicus 1836: 7. 1836[1836].

## Especies aceptadas
A continuación se brinda un listado de las especies del género Tetracme aceptadas hasta julio de 2014, ordenadas alfabéticamente. Para cada una se indica el nombre binomial seguido del autor, abreviado según las convenciones y usos.	
- Tetracme bucharica O.E. Schulz
- Tetracme contorta Boiss.
- Tetracme glochidiata Pachom.
- Tetracme pamirica Vassilcz.
- Tetracme quadricornis (Steph. ex Willd.) Bunge
- Tetracme recurvata Bunge
- Tetracme secunda Boiss.
- Tetracme stocksii Boiss.